# Петропавловский парк
Петропавловский парк — один из старейших парков в Ярославле, находящийся в южной части города на бывшей территории Ярославской Большой мануфактуры (Полотняного двора).

## История
В конце 1720-х — начале 1730-х годов на окраине села Меленки рядом с Ярославлем купцами Затрапезновыми была создана крупнейшая в России текстильно-бумажная мануфактура, состоявшая из двух комплексов на берегах Кавардаковского ручья: выше по течению находилась полотняная фабрика (Полотняный двор), ближе к устью — бумажная. До строительства Полотняного двора место, на котором он расположился, было непроходимым болотом.
При строительстве полотняной мануфактуры были сделаны запруды по течению Кавардаковского ручья для работы водяных мельниц и выкопан каскад прудов. Всего насчитывалось 5 прудов. Первый пруд назвался «грязным», в нём полоскали и стирали бельё, купались. Второй пруд — «чистым», использовался только для «чистых» нужд. Третий и четвёртый пруды были центральной частью паркового ансамбля, в них разводили рыбу. Пятый пруд напрямую примыкал к дому владельца фабрики.
В 1722—1731 годах при мануфактуре была разбита усадьба с регулярным парком. В парке устроены фонтаны, скульптура и павильон. В 1736—1741 годах рядом с парком на месте старой деревянной часовни был построен уникальный для ярославской архитектуры храм во имя святых апостолов Петра и Павла «тщанием Ивана Максимовича Затрапезнова, который задумал храм как вечное напоминание об имени Великого Преобразователя России Петра I, и чтоб было сходство с собором» (прообразом послужил Петропавловский собор в Петербурге).
В 1741 году Полотняная мануфактура отошла к сыну основателя — Алексею Затрапезнову и стала называться Ярославской Большой мануфактурой. Бумажное производство унаследовал брат основателя, оно стало называться Малой мануфактурой.
В 1844 году часть зданий Полотняного двора выгорела в пожаре. В 1857-м Большая мануфактура со всеми землями и постройками была куплена московскими купцами ярославского происхождения Иваном и Андреем Карзинкиными и купцом Гавриилом Игумновым. В 1857—1889 годах все здания старой полотняной фабрики (кроме одного, перестроенного в жилой дом для рабочих) разбираются на кирпич для строительства новых корпусов на берегу Которосли. Территория бывшего Полотняного двора стала называться Петропавловский двор.
В 1890-х через северо-восточный край территории Петропавловского двора была проложена железная дорога на Рыбинск. Рядом с церковью Иваном Карзинкиным был пожертвован земельный участок и построена богадельня «для призрения лиц обоего пола из числа рабочих и служащих ЯБМ, не имеющих средств к жизни и не способных к труду по старости или физическим недостаткам». Богадельня содержалась на проценты от капитала в 100 000 рублей, пожертвованного владельцами мануфактуры.
В начале XX века территория Петропавловского двора стала общественным садом. Усадьба с приусадебным парком использовалась управляющими ЯБМ как летняя дача. В Пасху владельцы усадьбы приглашали всех желающих на праздник в свой приусадебный парк.
В советское время Петропавловская церковь была разграблена и в 1929 году превращена в клуб, в алтаре сделали сцену, на втором этаже — кинотеатр; с 1965 года в храме проводили комсомольские дискотеки. В доме управляющего был размещён туберкулёзный диспансер. Исторические здания из-за неудовлетворительного содержания пришли в аварийное состояние и постепенно были заброшены. В 1960 году на западном краю территории Петропавловского двора построена школа-интернат.
Петропавловский двор большевиками переименовывался в «парк культуры и отдыха имени рабочих, павших в борьбе с контрреволюцией» (в 1922 году), «парк культуры и отдыха имени XVI партсъезда» (в 1930 году), но ярославцами продолжал называться Петропавловским. За советское время регулярный парк пришёл в запустение, фонтаны, скульптуры, павильон и оранжерея были утрачены, часть парка изрыта. Ручей частично засыпан и перекопан.

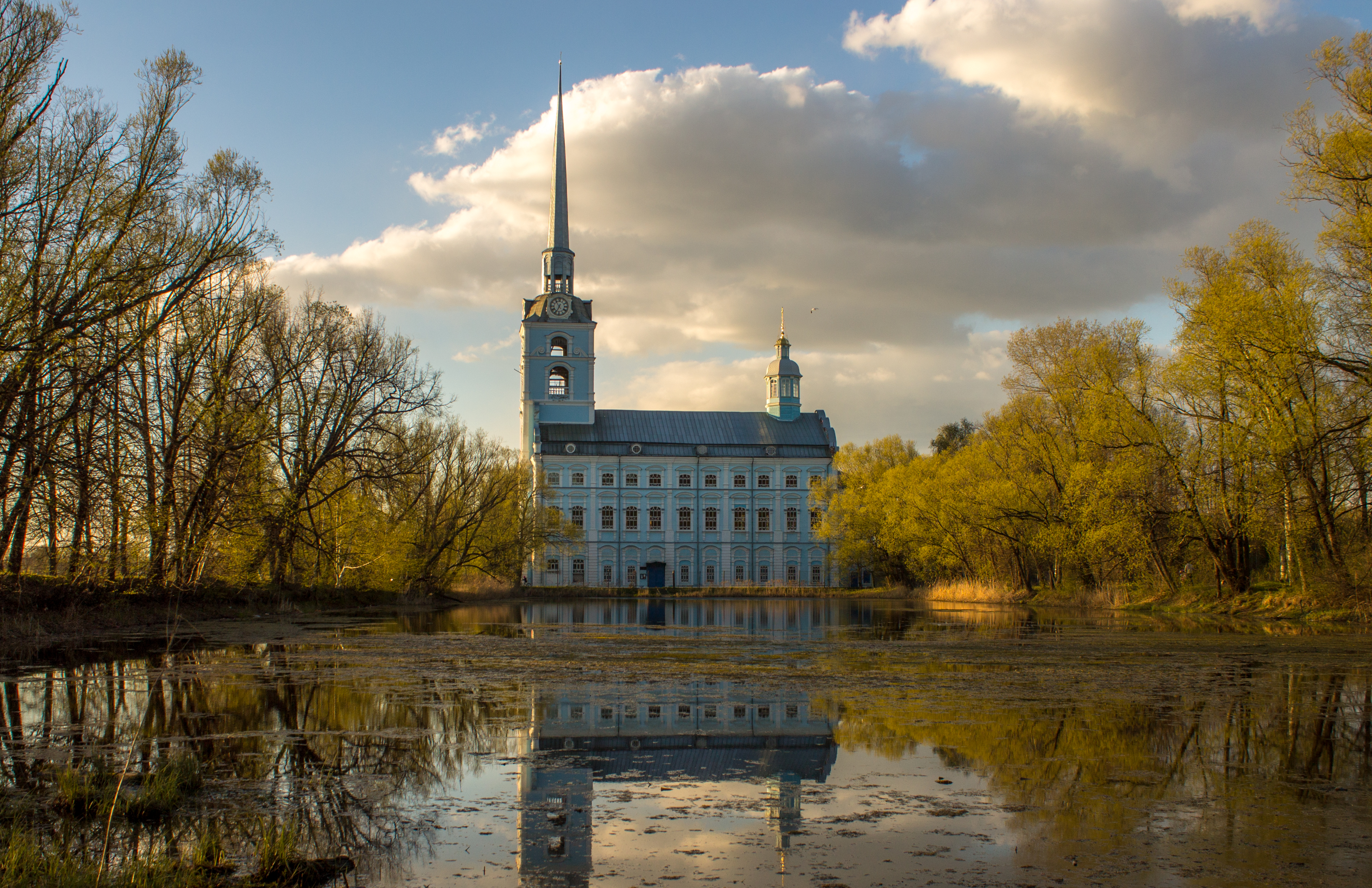
Церковь Петра и Павла. 2017 г.

В 1990 году по результатам обследования парка отмечалось, что здания находятся в аварийном состоянии, парк замусорен, уход за насаждениями не производится, большая часть территории зарастает молодыми деревьями, газоны вытоптаны и зарастают сорными травами; необходима реконструкция всей территории парка. От прекрасного в прошлом Петропавловского парка сохранилась лишь его структура.
С 1997 года началось восстановление Петропавловской церкви, с 4 декабря 1999 года в ней начались богослужения, но от былого великолепия затрапезновского храма почти ничего не осталось. В 2000-х годах восстановлены шпиль, кровля и фасад церкви, в 2010-х велись работы по ремонту полов и перекрытий.
В конце 2000-х впервые за несколько десятилетий проведена санитарная прочистка парка и дренажной системы, расчищены заросшие пруды. Но все предлагавшиеся проекты восстановления парка остались нереализованными.

## Ансамбль Ярославской Большой мануфактуры
Ансамбль Ярославской Большой мануфактуры (Полотняный двор) с 1995 года является объектом культурного наследия федерального значения. В состав ансамбля входят:
- Церковь апостолов Петра и Павла. Построена в 1736—1744 годах в стиле петровского барокко.
- Богадельня им. И. И. Корзинкина. Построена в 1880-х на пожертвования Ивана Карзинкина. Образец здания периода эклектики, выполненный в духе подражания стилю барокко. В советское время в здании располагалась больница, затем детский сад. К концу 1970-х пришло в аварийное состояние, заброшена, ныне находится в полуразрушенном состоянии.
- Жилой дом управляющего ЯБМ. Жилой дом основателя ЯБМ Ивана Затрапезнова построен в 1730-х в стиле неоклассицизма. 25 мая 1763 года в нём останавливалась Екатерина II. В 1764 году куплен вместе с фабрикой Саввой Яковлевым, который жил в нём во время приездов в Ярославль. В 1777 году Алексей Мельгунов упоминал этот дом как единственный подходящий для устройства наместничества в Ярославле. В 1798 дом посещал Павел I. В 1840-х здание было перестроено. Со 2-й половины 1880-х стало летней дачей управляющего ЯБМ, на рубеже XIX—XX веков снова перестроено. В советское время в 1930—1960-х годах в здании располагался туберкулёзный диспансер, затем — судмедэкспертиза. В 1991 в связи с аварийным состоянием здание забросили, в настоящее время остались лишь полуразрушенные стены.
- Сторожка. Здание построено в 1720-е в стиле барокко для хозяйственных нужд. В 1730-х расширено с восточной стороны. Использовалось как контора, богадельня и церковная сторожка. В советское время использовалась под склад.
- Светлица (казарма) для рабочих. Здание построено в 1730-х в стиле барокко для производственных нужд. В 1880-х надстроен третий этаж, превращено в жилой дом для рабочих ЯБМ. В 1960-х в связи с аварийным состоянием заброшено, находится в полуразрушенном состоянии.
- Въездные ворота полотняного двора. Построены в 1790-х в стиле барокко как парадный въезд в полотняный двор ЯБМ одновременно с кирпичной со столбами оградой по северной границе участка и такой же оградой по западной границе парка. Сохранились частично, ограда не сохранилась.

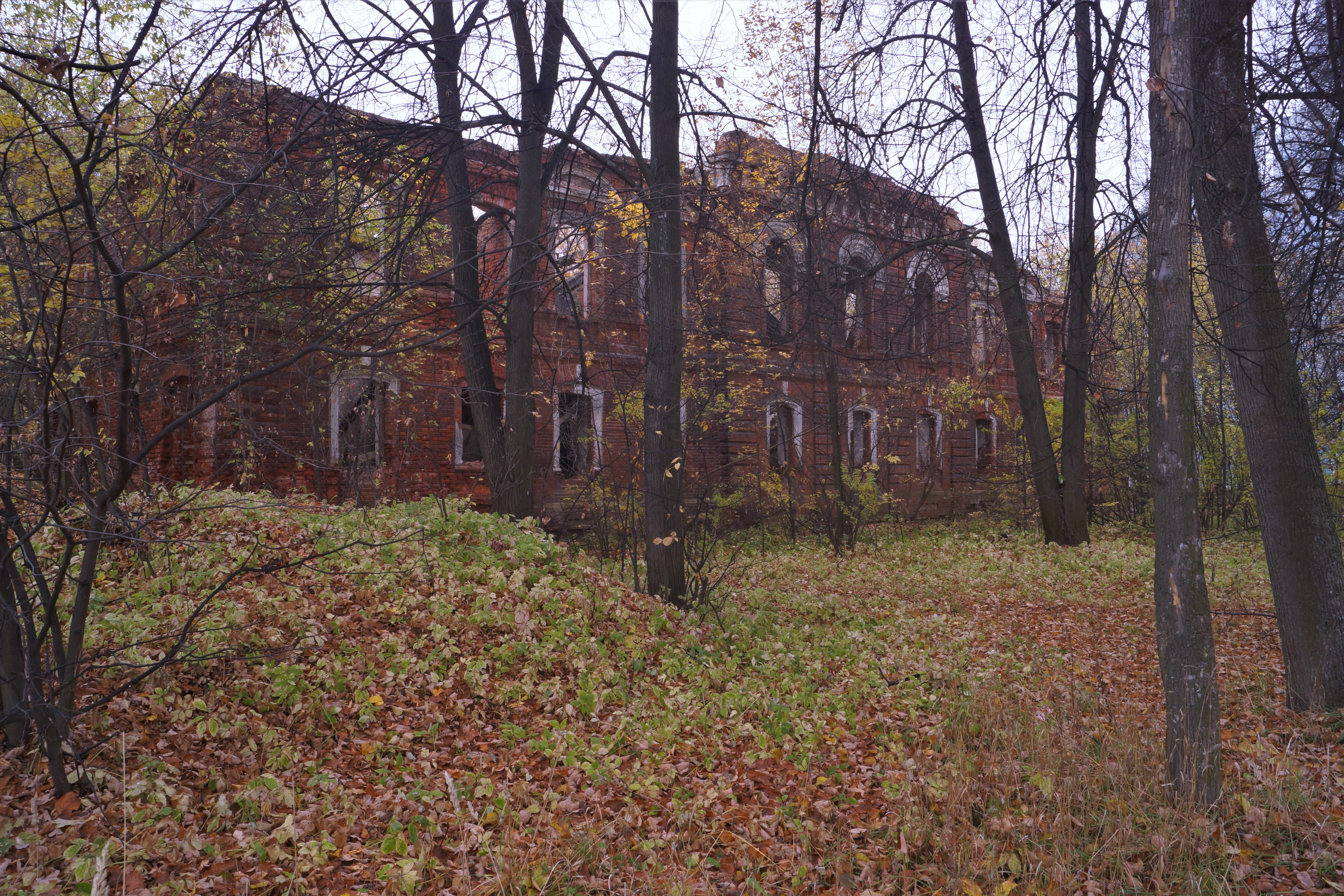
Руины богадельни. 2020 г.
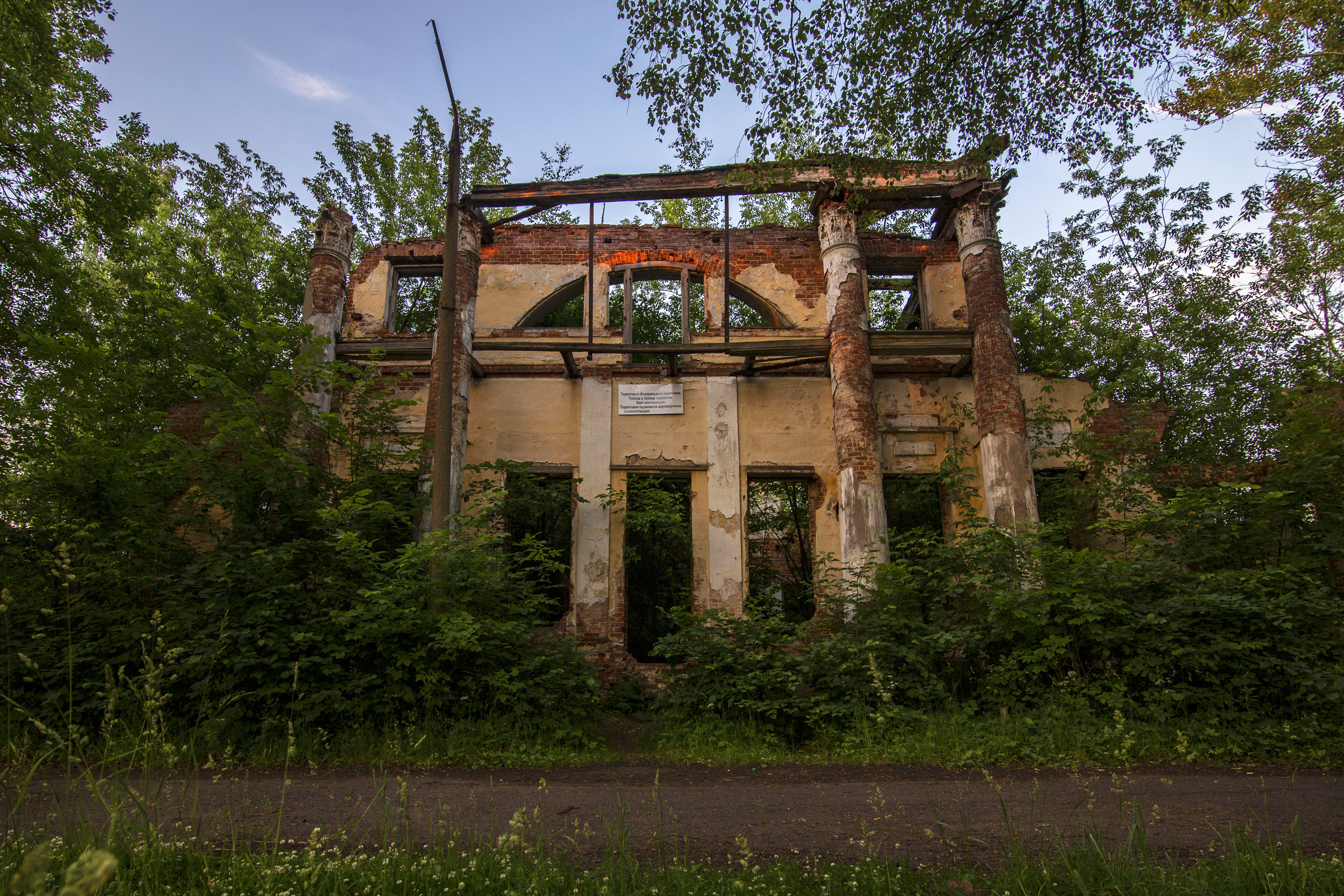
Руины дома управляющего. 2016 г.
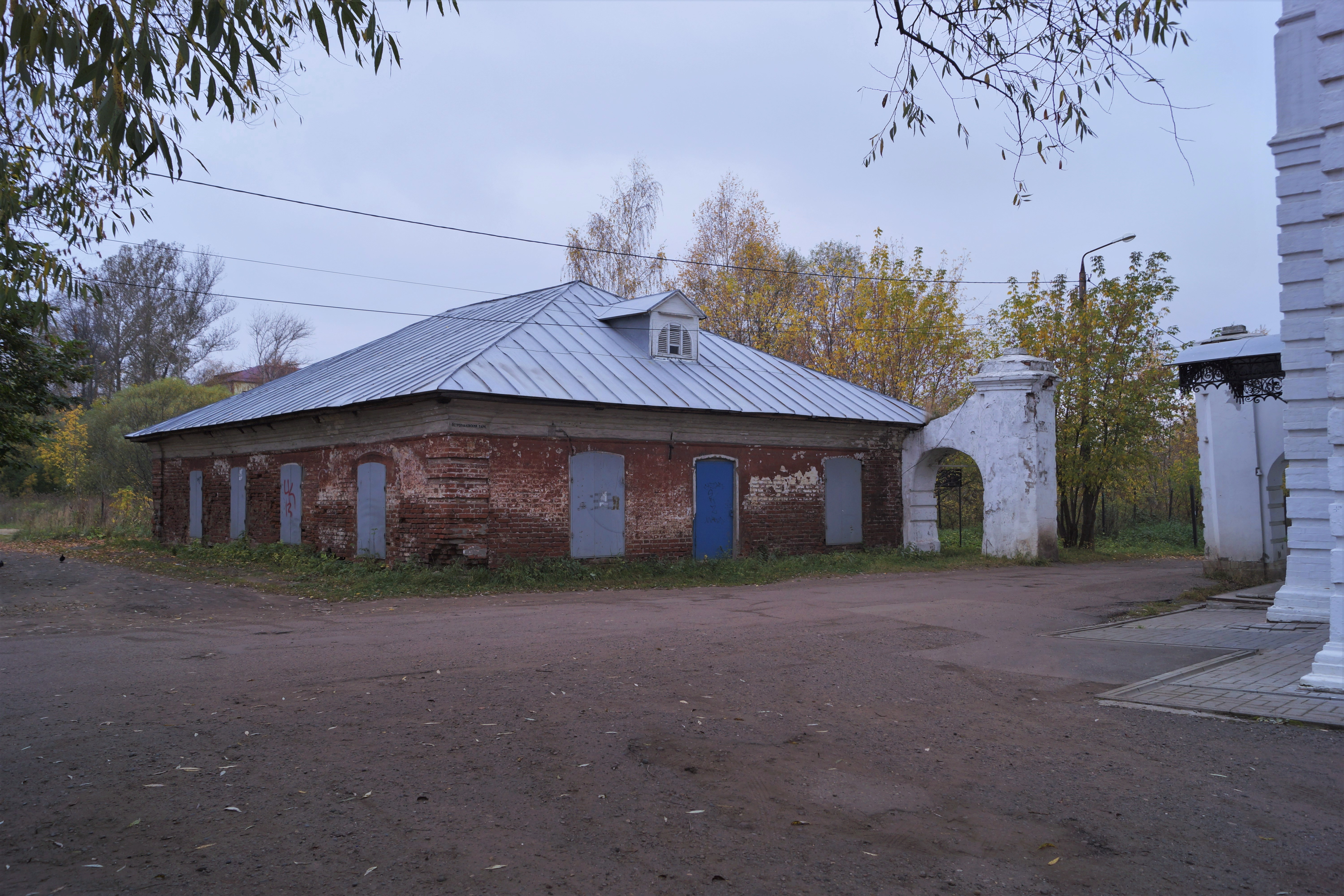
Сторожка. 2020 г.
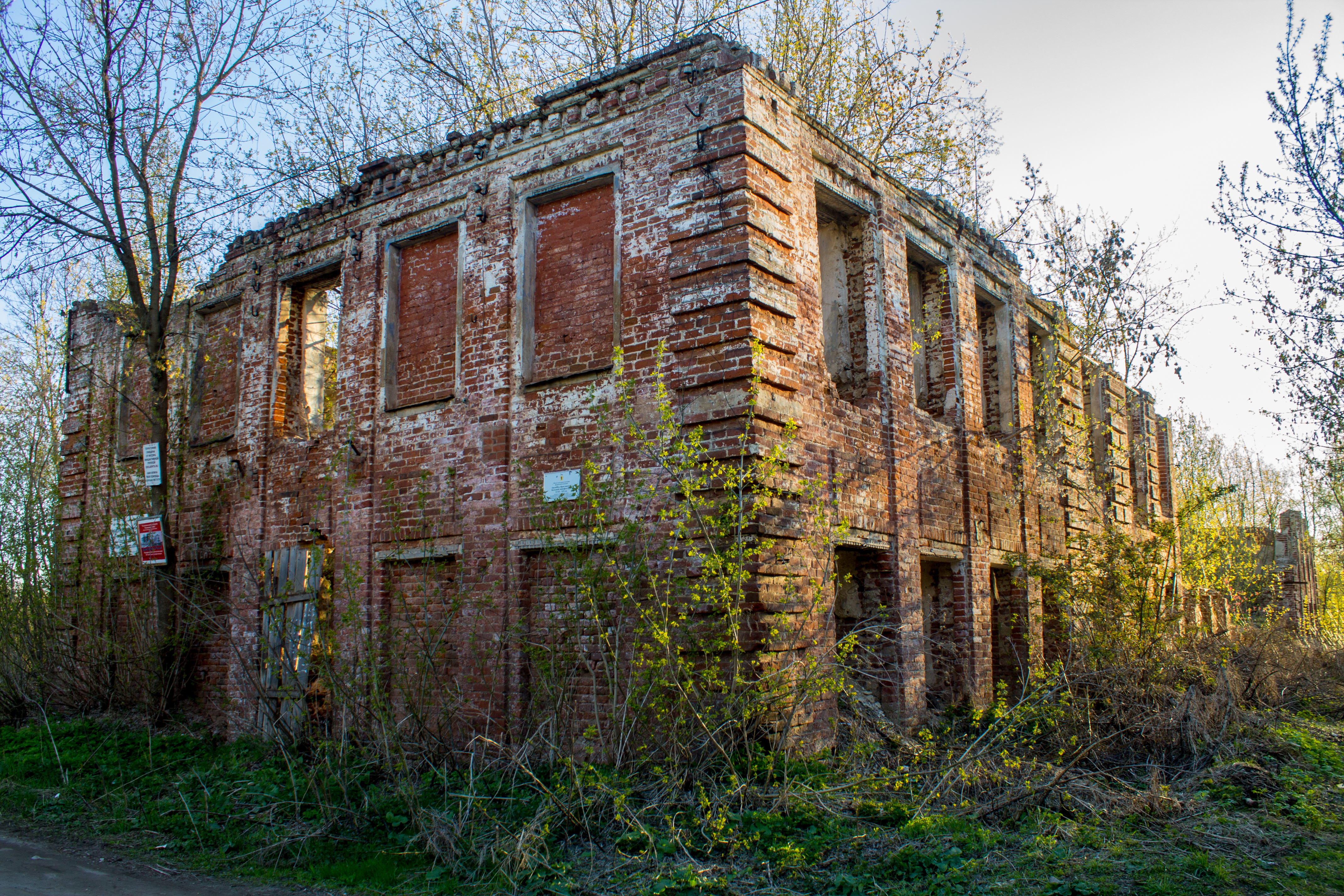
Руины светлицы. 2017 г.
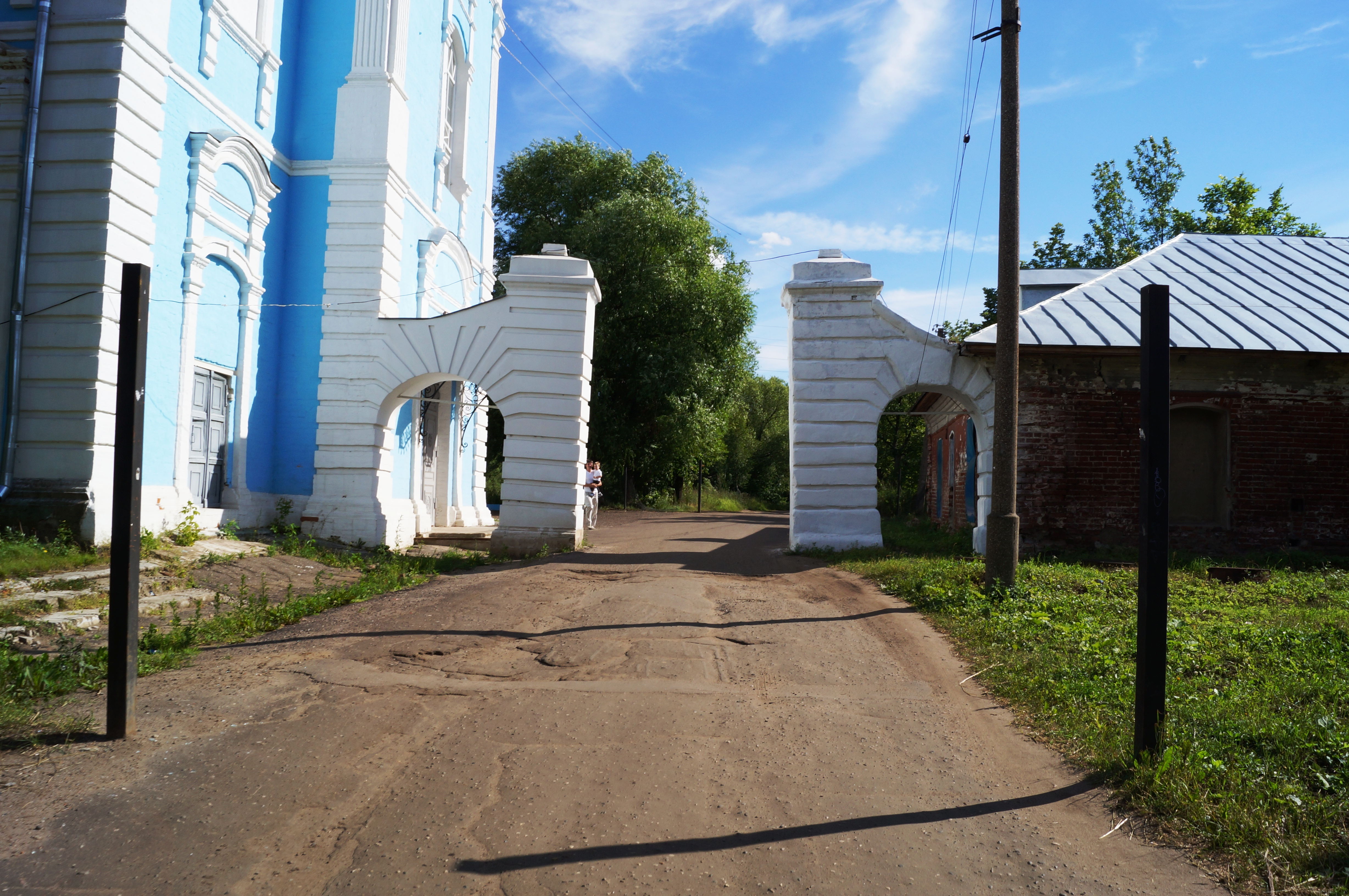
Въездные ворота. 2012 г.